# 大家一起來2.0
《大家一起來2.0》，官方英文名R U game，是中國電視公司與JET綜合台的益智問答節目，也是中視經典益智節目《大家一起來》的續作，主持人是黃子佼與禹安，同時也是開放素人觀眾組隊報名參賽的節目。
節目以8位元的數位幾何像素（pixel）風格，還有8位元的懷舊音效，成為該節目的其中一項風格，其目的是「喚起觀眾對早期《大家一起來》的回憶」。而節目的另一項特點，就是電視觀眾可以下載指定行動應用程式，並且同步回答黃子佼發問的問題。答對問題即可獲得購物金，並可以抵用，是為特徵。

## 播出時間
《大家一起來2.0》自第二季節目起，除中視主頻外，增加JET綜合台播出。兩頻道的播出時段不同，播出時段如下：
- 中視的播出時間，自2016年9月1日播出至2017年1月12日為止，於每週一至週四22:00-23:00時段播出。
  - 原定第二季節目要按時播出，因故取消。製作單位確定不再播出[5]。中視以《菜鳥新移民》與《了解與互信 兩岸一定旺》取代該時段的節目。
- JET綜合台的播出時間，自2017年1月9日起至2017年1月12日為止，於週一至週四19:00-20:00時段播出。

## 節目冠名
2016年9月1日起至2016年9月19日，於中視頻道的節目，由五洲製藥冠名贊助，節目名稱為《大家一起來2.0五洲製藥》。2016年10月17日起至2016年11月1日的節目，由旅遊業者易飛網冠名贊助，節目名稱為《易飛網大家一起來2.0》或《大家一起來2.0易飛網》。

## 規則

### 分數計算方法
禹安先行介紹商品，黃子佼出題，由參賽隊伍搶答。如答對則算一分，由參賽者自行取一隻旺旺集團吉祥物「旺仔」布偶放在桌上以示計分。如果參賽者不符搶答方式，也就是說主持人尚未說完「請搶答」三字卻按鈴，則該隊就在該題失去回答題目之資格（但可在下一題恢復答題資格，直到完成該環節題目發問為止）。
一般而言，一項商品有四到五道題目，讓參賽者進行作答。

### 拿獎金比賽的規定
除特別標註外，本文金額為當地貨幣（新台幣）。
一單元累積分數高者，先取得基本獎金新台幣10,000元整。如果能夠在接下來的遊戲當中達到要求標準，獎金即可翻倍，否則折半。
而電視機前的觀眾，可以指定行動應用程式，在參賽者進行遊戲之際，同步進行回答問題。電視機的觀眾如答對相關問題，可獲得紅利，成為網路購物商域的購物金，但紅利僅能折抵部分產品的金額。

## 單元介紹
一集節目有三個遊戲環節，前兩個遊戲環節為實體遊戲加〈虛擬實戰〉各一，或者是兩個遊戲環節都為實體遊戲，第三個遊戲環節必為〈Lucky Number〉。

### 實體遊戲
在一回合遊戲內得分數最高者，即可參加實體遊戲。挑戰實體遊戲成功，達到要求標準，獎金即可被雙倍，否則所得獎金將被折半。而每一項實體遊戲的時間限制均為一分鐘。
如簡單難度過關者，則參賽者再挑戰下一關卡。下一關卡的遊戲種類不同，難度也不同。如果下一關卡成功者，在簡單難度過關獲得的獎金可再雙倍，否則回歸到答題環節的獎金數。
射入圈套
〈射入圈套〉是參賽者站在距離八個瓶子處一公尺遠的距離，將手上二十個圈圈投入瓶子內的遊戲。瓶子採用二公升容量的寶特瓶，圓環為直徑約二十公分的兒童塑膠玩具。依據製作單位的難易度要求，套入三到六個瓶子不等的數量，即可達到標準。特別注意的是，一個環入一個瓶子得一分，如果兩個環入一個瓶子，仍然只算一分，並不能算兩分，依此類推。
人體籃框
〈人體籃框〉是參賽者兩兩一組，一人當「籃框」，即身上安裝有十個免洗杯，另一人當「投籃者」，即以乒乓球投入其免洗杯內的遊戲。在十個杯子內，乒乓球投入製作單位根據難易度的三到五個，即為達到標準。
快手洗杯
〈快手洗杯〉是參賽者手持連續疊了三十到四十個免洗杯而並行交替疊杯的遊戲。參賽者以左右手交替，將免洗杯從下方移動到上方，一次一個杯子，一次一隻手。完成製作單位要求的三十到四十個免洗杯，即為標準。
口齒相傳
〈口齒相傳〉是參賽者兩兩一組，相互咬吸管，並且穿過鋁罐的拉環，並將其提起，傳到另一端桌子的遊戲。參賽者必須完成製作單位根據難易度要求的十到十五個罐子，方為標準。
音樂天才
〈音樂天才〉是參賽者將水倒入高腳杯內，並以共振與水位高低的原理，敲出主持人指定的歌曲旋律的遊戲。如果音色誤差不大，並且準確敲出者，即為標準。
乒乓進洞
〈乒乓進洞〉是參賽者手持乒乓球，並利用其彈性原理，投入桌子上三乘以三共九個威士忌杯內的遊戲。參賽者必須要投入威士忌杯中，並按各種不同的要求，才能過關。
以下是製作單位依據難易度的要求標準一覽。
- 一顆星難度要求：至少在三個威士忌杯內有球，不必連線。
- 二顆星難度要求：至少在三個威士忌杯內有球，且必須有一條連線。
- 三顆星難度要求：至少在五個威士忌杯內有球，不必連線。
- 四顆星難度要求：至少在五個威士忌杯內有球，且必須有二條連線。

青蛙下蛋
〈青蛙下蛋〉是參賽者以腳夾特製塑膠球，並以「青蛙跳」的方式，並到指定位置「放置」塑膠球的遊戲。由於參賽者青蛙跳的方式與「放置」球的方式很像一隻青蛙蹦蹦跳之後下蛋的姿勢，故命名之。參賽者必須完成十五個球，方為標準。
那你媽媽扭一下
〈那你媽媽扭一下〉是參賽者在腰部背後綁著一個標準面體積，且裡面裝了許多乒乓球的面紙盒，以扭動腰部的方式，將面紙盒內的乒乓球搖出的遊戲。若參賽者能將所有乒乓球搖出，即可過關。遊戲名稱，源自庾澄慶的歌曲〈讓你媽媽NEW一下〉，將「讓」改成諧音字「那」，與「NEW」字改成諧音字「扭」，成為遊戲名稱。
乒乓錯位
〈乒乓錯位〉是參賽者以吹氣方式，將兩個盤子的乒乓球相互交換位置的遊戲。在兩個盤子內，各有不同顏色，數量卻彼此相同的乒乓球，如果參賽者能夠以不能用手觸碰，僅能以吹氣方式，將所有乒乓球交換位置，即可過關。
頂上開花
〈頂上開花〉是參賽者兩兩一組，一位戴上特製頂上有半個寶特瓶的安全帽，另一個手持裝了許多乒乓球的籃子，並在指定時間內，持乒乓球者投擲乒乓球到瓶內，達到指定數量的遊戲。一星難度的要求是十個，參賽者必須達到該標準，才可過關。
投擲賓果
〈投擲賓果〉是參賽者手持特製有魔鬼氈的塑膠球，以投擲的方式，拋向前方有塑膠圈與附著魔鬼氈，讓塑膠球上的魔鬼氈與地面上的魔鬼氈相附的遊戲。在指定時間內，將球投入指定顏色的圈圈內，且這些指定顏色的圈圈內至少都必須要有一顆球，才可過關。
盲手疊杯
〈盲手疊杯〉是其中一位參賽者戴眼罩進行金字塔疊杯，另一位只能從旁指導或給予提示，不能幫忙持杯的遊戲。在時間限制之內，疊出上底一個到下底五個，共計十五個金字塔型的杯子塔，即可過關。

### 手機遊戲：虛擬實戰
節目也以手機遊戲為主軸，使用六十英吋大螢幕，單元名稱叫做〈虛擬實戰〉。參賽者則必須要達到指定要求標準，即可獲得雙倍獎金，否則所得獎金將被折半。
喵喵大作戰
手殘大聯盟
DUEL OTTERS
《DUEL OTTERS》有三項指定遊戲，三項內完成二項，才能完成雙倍獎金。
第一關為「PUMP」，是將對手充氣至爆炸為止的遊戲，最早將對方充氣至爆炸者獲勝。第二關為「BASEBALL」，是以按鈕方式到正確位置，將對手棒球打擊回去的遊戲；有一方失誤打擊則另一方為贏，累積分數最高者勝。第三關為「CHILLI」，是要在指定的盤子內安置指定數量的辣椒，即可完成一個顧客的要求；但如果一個盤子上的辣椒超過指定數量，則該盤算失敗不計分，並要求重新盛裝，直到正確或時間到為止；總分最高者，即獲得七分者勝。
若參賽者在NORMAL難度達到標準，則可於第二回合搶答環節內取得的獎金雙倍，並且接著進行HARD難度的挑戰，將獎金再行雙倍；若在NORMAL難度失敗則獎金折半，且無法參加HARD難度的挑戰。進行HARD難度遊戲者，若過關獎金則可再雙倍；若失敗則獎金回歸到原先搶答環節得到的原有獎金。

### Lucky Number
〈Lucky Number〉是在場參賽者皆可參加的遊戲，號稱「人人有獎」的環節。由積分最高的參賽者先從進行遊戲，到積分低的參賽者再行選擇。每一個參賽者均可選擇一張牌，其獎品內容是製作單位於當時與贊助商的協議所安排的。一般是安排有八項獎品、二項現金獎；或為九項獎品、一項現金獎；或者是全部都為獎品。參賽者在選擇後，主持人會要求選擇者戴上特製墨鏡，並且請其他未上場者給予「建議」，並且決定是否更換其獎品。上場參賽者有一次可自行決定是否更換一開始選定的獎品的機會，參賽者可決定換或不換，如不換一開始的決定，則為該號碼所相對應的獎金或獎品；如要換則必須選擇尚未被選擇的獎金或獎品。選定後，參賽者脫下特製墨鏡，並且看其獎品為何，則為參賽者即可獲得的獎品或獎金。
在一組參賽者選過的獎品，其他組參賽者是不能再取得，僅能取得其他未被選擇的獎品。假設第一組參賽者得到了兩組現金獎，則剩下的參賽者就只能有得到獎品的機會。又假設這第一組參賽者在一次遊戲中的獎金獎品配置，有兩組禮券獎與兩組現金獎，而這一組參賽者分別各得到禮券獎一組或現金獎一組，那麼，第二組與第三組參賽者就還有機會取得未被選到的禮券或現金，還有六組未被選到的獎品。
由於獎品與現金獎的安排均採用電腦亂數安排，連主持人也不知道電腦程式的安排原則與獎品對應位置。而參賽者上場猜獎品時，一旁未上場的參賽者給予的「建議」或誤導，都成了該環節的有趣笑點。

## 事件
國家通訊傳播委員會針對2016年11月28日於中視綜合台播出的節目，當中介紹「DRI-TEC英國戶外運動鞋」因節目與廣告尚未分開，做了警告的核處。國家通訊傳播委員會是根據《廣播電視法》第三十三條做出核處的。由於是警告，所以無罰鍰。

## 另見
- 《大家一起來》
- 趙樹海
- 美國節目《家庭問答》（Family Feud）
- 英國節目《家庭賽樂賽》（Family Fortunes）
- 《黃金300秒》
- 《決戰一分鐘》
- 《夢立方》

## 外部連結
- 《大家一起來2.0》官方網站
- 《大家一起來2.0》於中視的官方網頁 （页面存档备份，存于）
- 《大家一起來2.0》於JET綜合台的官方網頁 （页面存档备份，存于）
- 大家一起來2.0的Facebook專頁
- 《大家一起來2.0》在App Store的下載頁面 （页面存档备份，存于）
- 《大家一起來2.0》在Google Play的下載頁面 （页面存档备份，存于）

## 電視節目的變遷
| 中視頻道 週一至週四22:00-23:00 | 中視頻道 週一至週四22:00-23:00                       | 中視頻道 週一至週四22:00-23:00 |
| ------------------------------ | ---------------------------------------------------- | ------------------------------ |
|                                | 大家一起來2.0第一季 （2016年9月1日 - 2017年1月12日） |                                |
| 鑑識英雄（重播）               | 勇闖日本祕境                                         |                                |

| 中視頻道 週一至週四22:00-23:00               | 中視頻道 週一至週四22:00-23:00                                                           | 中視頻道 週一至週四22:00-23:00 |
| -------------------------------------------- | ---------------------------------------------------------------------------------------- | ------------------------------ |
|                                              | 大家一起來2.0第二季（原定2月6日起播出，因故而確定無法永久播出） 改播勇闖日本祕境第十三集 |                                |
| 勇闖日本祕境（2017年1月16日 - 2017年2月3日） | 菜鳥新移民 （2017年2月7日 - 2017年3月8日）                                               |                                |